# Люблинка (Костанайская область)
Люблинка (каз. Люблин) — село в Карасуском районе Костанайской области Казахстана. Административный центр Люблинского сельского округа. Находится примерно в 24 км к юго-западу от районного центра, села Карасу. Код КАТО — 395255100.

## Население
В 1999 году население села составляло 1002 человека (485 мужчин и 517 женщин). По данным переписи 2009 года, в селе проживало 976 человек (472 мужчины и 504 женщины).